# Underwoodisaurus milii
Underwoodisaurus milii este o specie de șopârle din genul Underwoodisaurus, familia Gekkonidae, descrisă de Jean Baptiste Bory de Saint-Vincent în anul 1823. Conform Catalogue of Life specia Underwoodisaurus milii nu are subspecii cunoscute.

## Galerie

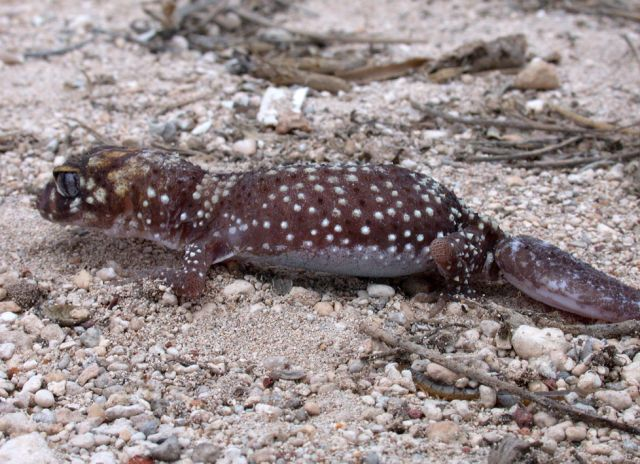
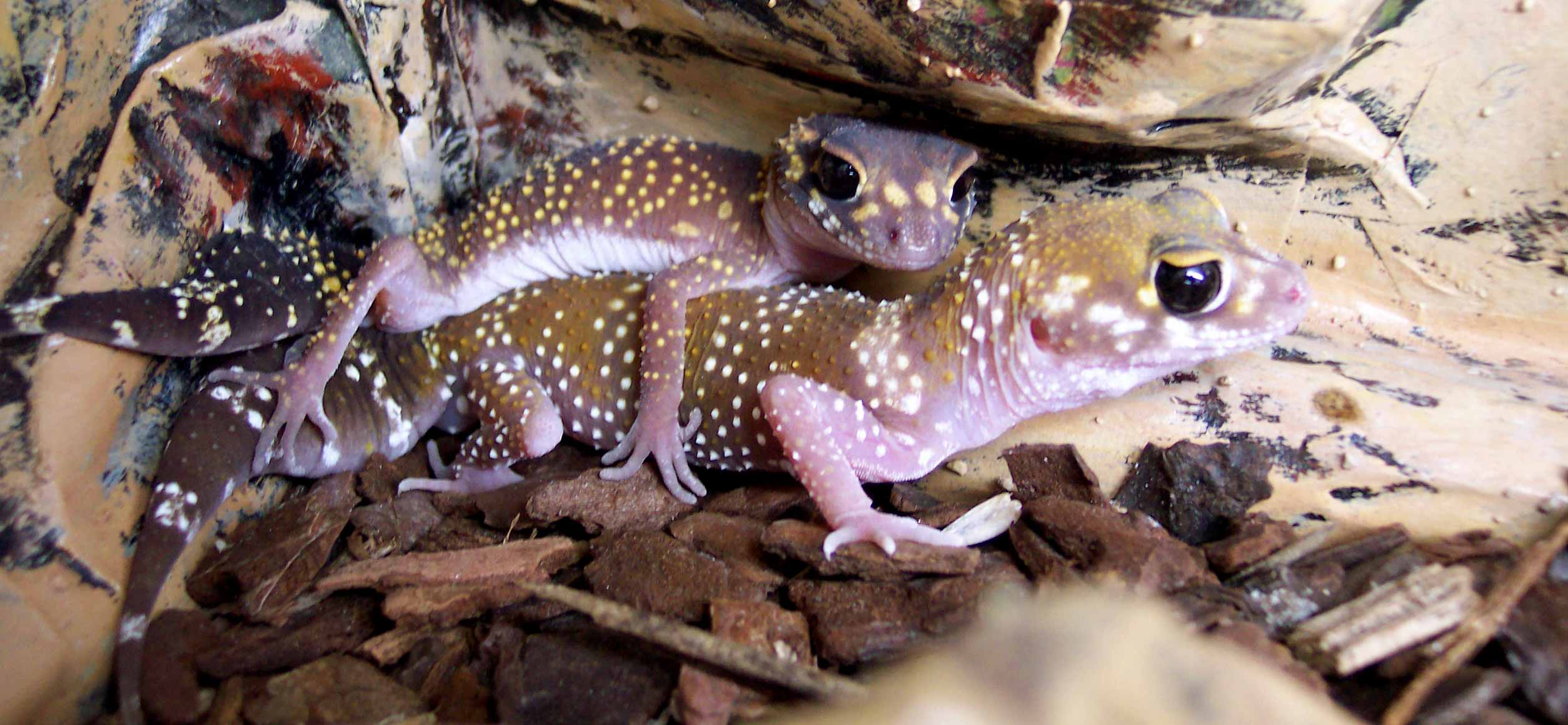